# Astrup Kirke (Mariagerfjord Kommune)
 Der er for få eller ingen kildehenvisninger i denne artikel, hvilket er et problem. Du kan hjælpe ved at angive troværdige kilder til de påstande, som fremføres i artiklen.

 For alternative betydninger, se Astrup Kirke. (Se også artikler, som begynder med Astrup Kirke)
Astrup kirke er en Sognekirke i byen Astrup i Himmerland. Den er opført i 1542[kilde mangler] og har 250 siddepladser. Den røde kirke med det karakteristiske ottekantede tårn ligger højt hævet over byen. Kirken hørte under Villestrup Herregård, indtil den blev selvejende i 1959.
- Alter
- Orgel